# Pennaria wilsoni
Pennaria wilsoni is een hydroïdpoliep uit de familie Pennariidae. De poliep komt uit het geslacht Pennaria. Pennaria wilsoni werd in 1913 voor het eerst wetenschappelijk beschreven door Bale. 